# سرخس نخلی نان
سرخس نخلی نان (نام علمی: Encephalartos altensteinii) نام یک گونه از راسته سرخس نخلی است.

## مشخصات ظاهری
- تنه: دارای تنه‌ای ضخیم، خشن و کوتاه است که معمولاً با بقایای برگ‌های قدیمی پوشیده شده است.
- برگ‌ها: برگ‌های آن بسیار زیبا، به رنگ سبز تیره، براق و پرمانند هستند که به صورت یک تاج متقارن در بالای تنه رشد می‌کنند. این برگ‌ها دلیل اصلی محبوبیت این گیاه به عنوان یک گیاه زینتی هستند.
- رشد: رشد این گیاه بسیار کند است و سال‌ها طول می‌کشد تا به بلوغ کامل برسد.

## نکته بسیار مهم: این گیاه سمی است!
هشدار جدی: تمام قسمت‌های نخل ساگو، به ویژه دانه‌ها و ریشه‌های آن، برای انسان و حیوانات خانگی (مانند سگ و گربه) بسیار سمی هستند.
- ماده سمی: این گیاه حاوی سمی قوی به نام «سایکاسین» (Cycasin) است.
- عوارض: خوردن هر قسمتی از این گیاه می‌تواند باعث مشکلات شدید گوارشی، آسیب جدی به کبد، نارسایی عصبی و حتی مرگ شود.
- اقدامات احتیاطی: اگر کودک خردسال یا حیوان خانگی دارید، باید این گیاه را دور از دسترس آن‌ها قرار دهید یا از نگهداری آن صرف‌نظر کنید.